# Amanzé
Amanzé est une commune française située dans le département de Saône-et-Loire en région Bourgogne-Franche-Comté.

## Géographie
Amanzé fait partie du Brionnais.
Le territoire de la commune est limitrophe de ceux de cinq communes :

### Climat
Pour des articles plus généraux, voir Climat de la Bourgogne-Franche-Comté et Climat de Saône-et-Loire.
En 2010, le climat de la commune est de type climat océanique dégradé des plaines du Centre et du Nord, selon une étude du Centre national de la recherche scientifique s'appuyant sur une série de données couvrant la période 1971-2000. En 2020, Météo-France publie une typologie des climats de la France métropolitaine dans laquelle la commune est dans une zone de transition entre le climat océanique altéré et le climat de montagne ou de marges de montagne et est dans la région climatique Centre et contreforts nord du Massif Central, caractérisée par un air sec en été et un bon ensoleillement.
Pour la période 1971-2000, la température annuelle moyenne est de 10,5 °C, avec une amplitude thermique annuelle de 16,5 °C. Le cumul annuel moyen de précipitations est de 907 mm, avec 12,4 jours de précipitations en janvier et 8 jours en juillet. Pour la période 1991-2020, la température moyenne annuelle observée sur la station météorologique de Météo-France la plus proche, « Briant », sur la commune de Briant à 8 km à vol d'oiseau, est de 11,7 °C et le cumul annuel moyen de précipitations est de 930,7 mm. 
La température maximale relevée sur cette station est de 40 °C, atteinte le 12 août 2003 ; la température minimale est de −14,7 °C, atteinte le 31 décembre 1996,,.
Les paramètres climatiques de la commune ont été estimés pour le milieu du siècle (2041-2070) selon différents scénarios d'émission de gaz à effet de serre à partir des nouvelles projections climatiques de référence DRIAS-2020. Ils sont consultables sur un site dédié publié par Météo-France en novembre 2022.

## Urbanisme

### Typologie
Au 1er janvier 2024, Amanzé est catégorisée commune rurale à habitat très dispersé, selon la nouvelle grille communale de densité à sept niveaux définie par l'Insee en 2022.
Elle est située hors unité urbaine et hors attraction des villes,.

### Occupation des sols
L'occupation des sols de la commune, telle qu'elle ressort de la base de données européenne d’occupation biophysique des sols Corine Land Cover (CLC), est marquée par l'importance des territoires agricoles (97,7 % en 2018), une proportion identique à celle de 1990 (97,7 %). La répartition détaillée en 2018 est la suivante : 
prairies (92,6 %), zones agricoles hétérogènes (5,1 %), forêts (2,3 %). L'évolution de l’occupation des sols de la commune et de ses infrastructures peut être observée sur les différentes représentations cartographiques du territoire : la carte de Cassini (XVIIIe siècle), la carte d'état-major (1820-1866) et les cartes ou photos aériennes de l'IGN pour la période actuelle (1950 à aujourd'hui).

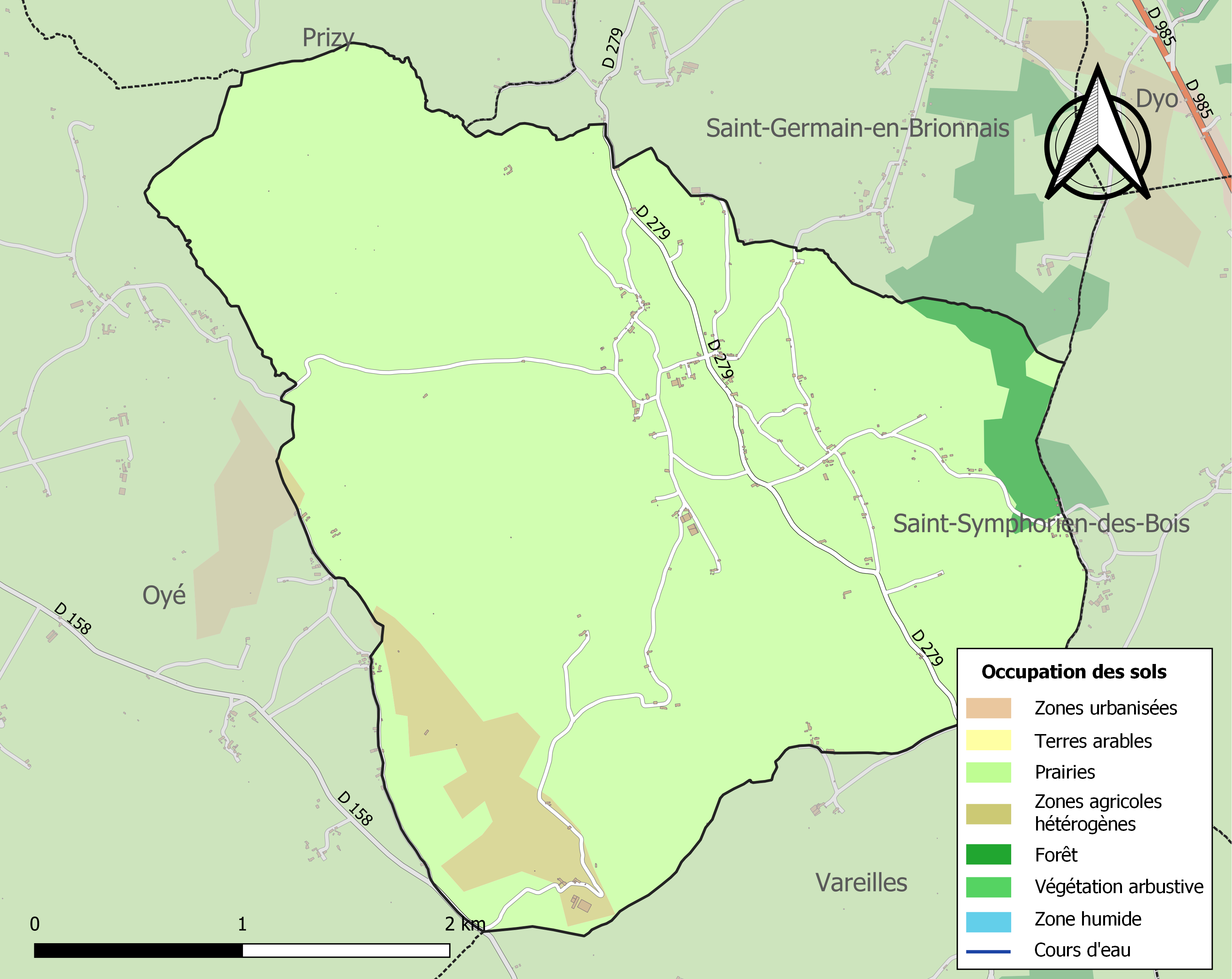
Carte des infrastructures et de l'occupation des sols de la commune en 2018 (CLC).

## Histoire
Le village doit son nom à la famille d'Amanzé  connue dans les chartes de Cluny (1050).

## Politique et administration

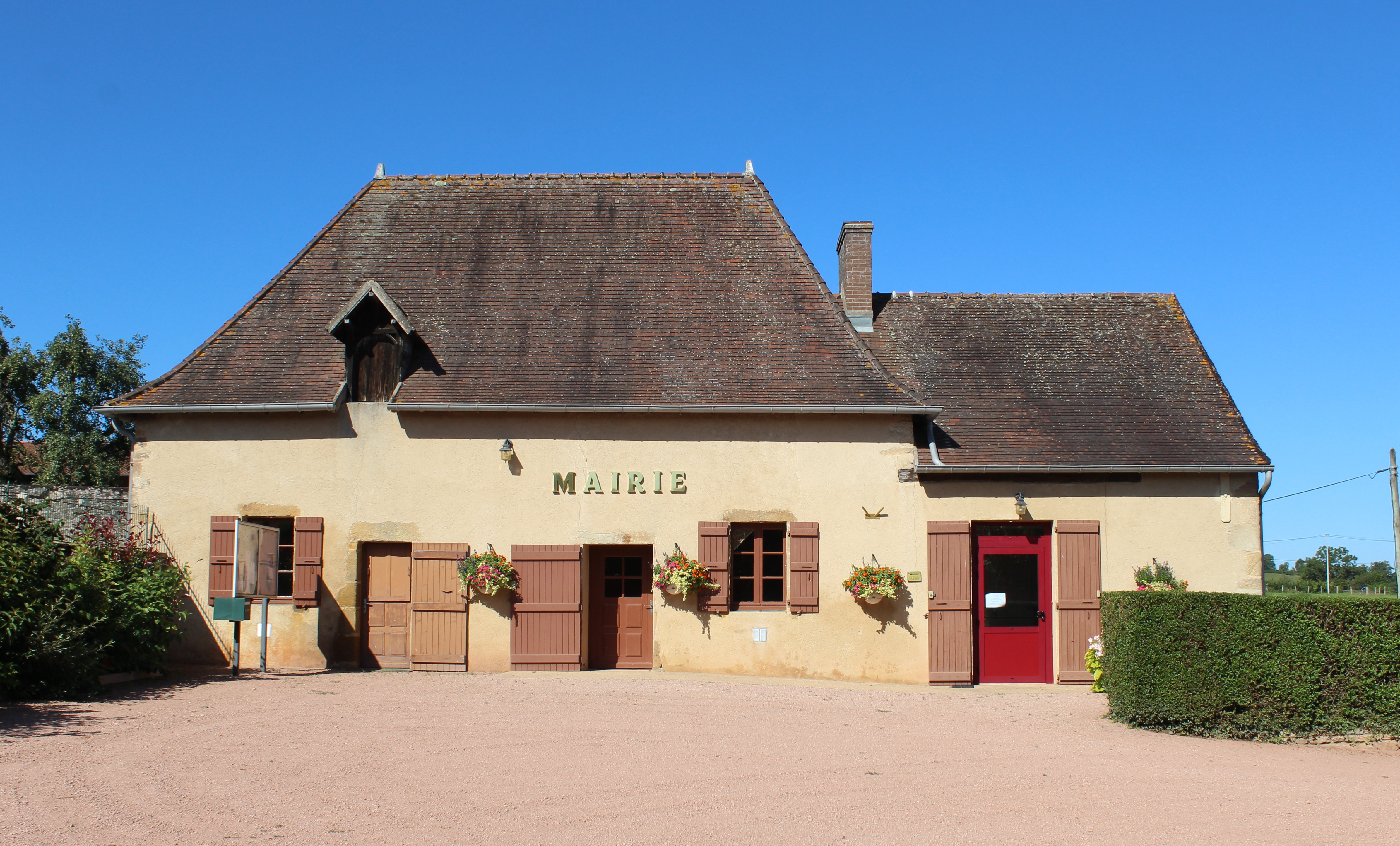
La mairie, sans doute ancien grenier à sel.

| Période                                  | Période          | Identité              | Étiquette | Qualité |
| ---------------------------------------- | ---------------- | --------------------- | --------- | ------- |
|                                          |                  | Lucien Vaizand        |           |         |
| avant 1988                               | mars 1989        | Jean-François Paperin |           |         |
| mars 1989                                | mars 2008        | Jean Maillet          |           |         |
| mars 2008                                | 1er février 2013 | Alain Delangle        |           |         |
| 18 février 2013                          | en cours         | Philippe Paperin      |           |         |
| Les données manquantes sont à compléter. |                  |                       |           |         |

## Démographie
L'évolution du nombre d'habitants est connue à travers les recensements de la population effectués dans la commune depuis 1793. Pour les communes de moins de 10 000 habitants, une enquête de recensement portant sur toute la population est réalisée tous les cinq ans, les populations de référence des années intermédiaires étant quant à elles estimées par interpolation ou extrapolation. Pour la commune, le premier recensement exhaustif entrant dans le cadre du nouveau dispositif a été réalisé en 2005.

En 2022, la commune comptait 195 habitants, en évolution de +10,17 % par rapport à 2016 (Saône-et-Loire : −1,06 %, France hors Mayotte : +2,11 %).
| 1793 | 1800 | 1806 | 1821 | 1831 | 1836 | 1841 | 1846 | 1851 |
| ---- | ---- | ---- | ---- | ---- | ---- | ---- | ---- | ---- |
| 548  | 554  | 592  | 600  | 621  | 597  | 545  | 516  | 543  |

| 1856 | 1861 | 1866 | 1872 | 1876 | 1881 | 1886 | 1891 | 1896 |
| ---- | ---- | ---- | ---- | ---- | ---- | ---- | ---- | ---- |
| 523  | 502  | 481  | 442  | 434  | 411  | 426  | 423  | 397  |

| 1901 | 1906 | 1911 | 1921 | 1926 | 1931 | 1936 | 1946 | 1954 |
| ---- | ---- | ---- | ---- | ---- | ---- | ---- | ---- | ---- |
| 360  | 369  | 322  | 296  | 267  | 257  | 260  | 239  | 226  |

| 1962 | 1968 | 1975 | 1982 | 1990 | 1999 | 2005 | 2006 | 2010 |
| ---- | ---- | ---- | ---- | ---- | ---- | ---- | ---- | ---- |
| 204  | 197  | 161  | 179  | 198  | 203  | 207  | 204  | 175  |

| 2015 | 2020 | 2022 | - | - | - | - | - | - |
| ---- | ---- | ---- | - | - | - | - | - | - |
| 176  | 190  | 195  | - | - | - | - | - | - |

## Culture locale et patrimoine

### Lieux et monuments

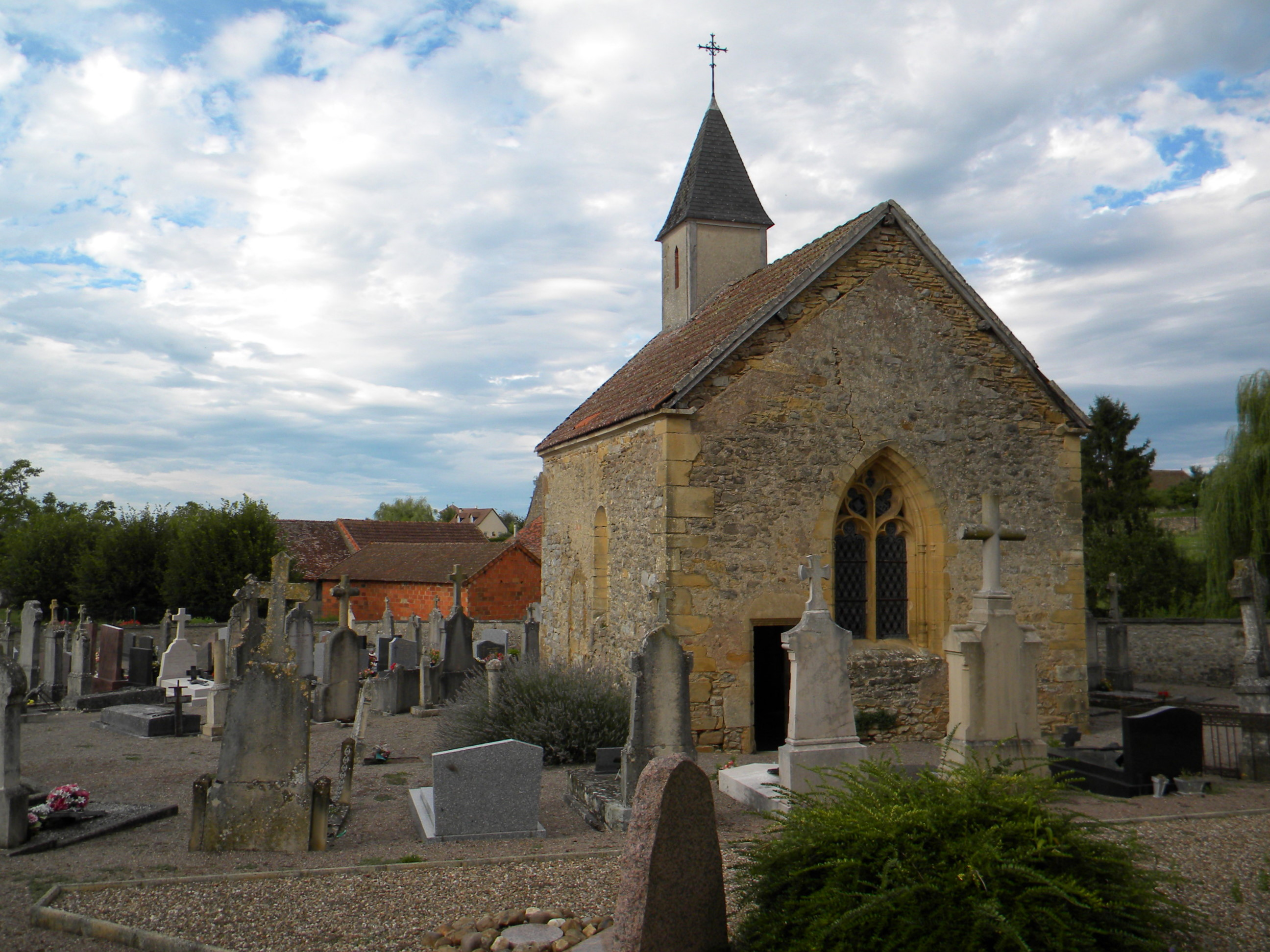
Chapelle du cimetière.

- L'église, qui date de 1878 et a été construite d'après des plans dressés par l'architecte E. Giroud[18]. Les chapiteaux sculptés du chœur de l'église semblent provenir de la précédente église romane de la commune. Édifiée au XIIe siècle et détruite au XIXe siècle.
- Manoir Renaissance du XVIe siècle (ancien Hôtel des Intendants ou de la Justice).
- Chapelle du cimetière d'Amanzé du XVIe siècle. Inscrite aux monuments historiques en 1950. Située dans le cimetière, cette chapelle faisait partie de l'ancienne église d'Amanzé, en partie romane et intégrée dans l'enceinte de l'ancien château (ruinée) de la Maison d'Amanzé.
- Vestiges du château d'Amanzé, construit au XVIe siècle ; l'un des plus importants de la région, il fut démoli après la Révolution, au XIXe siècle[19].

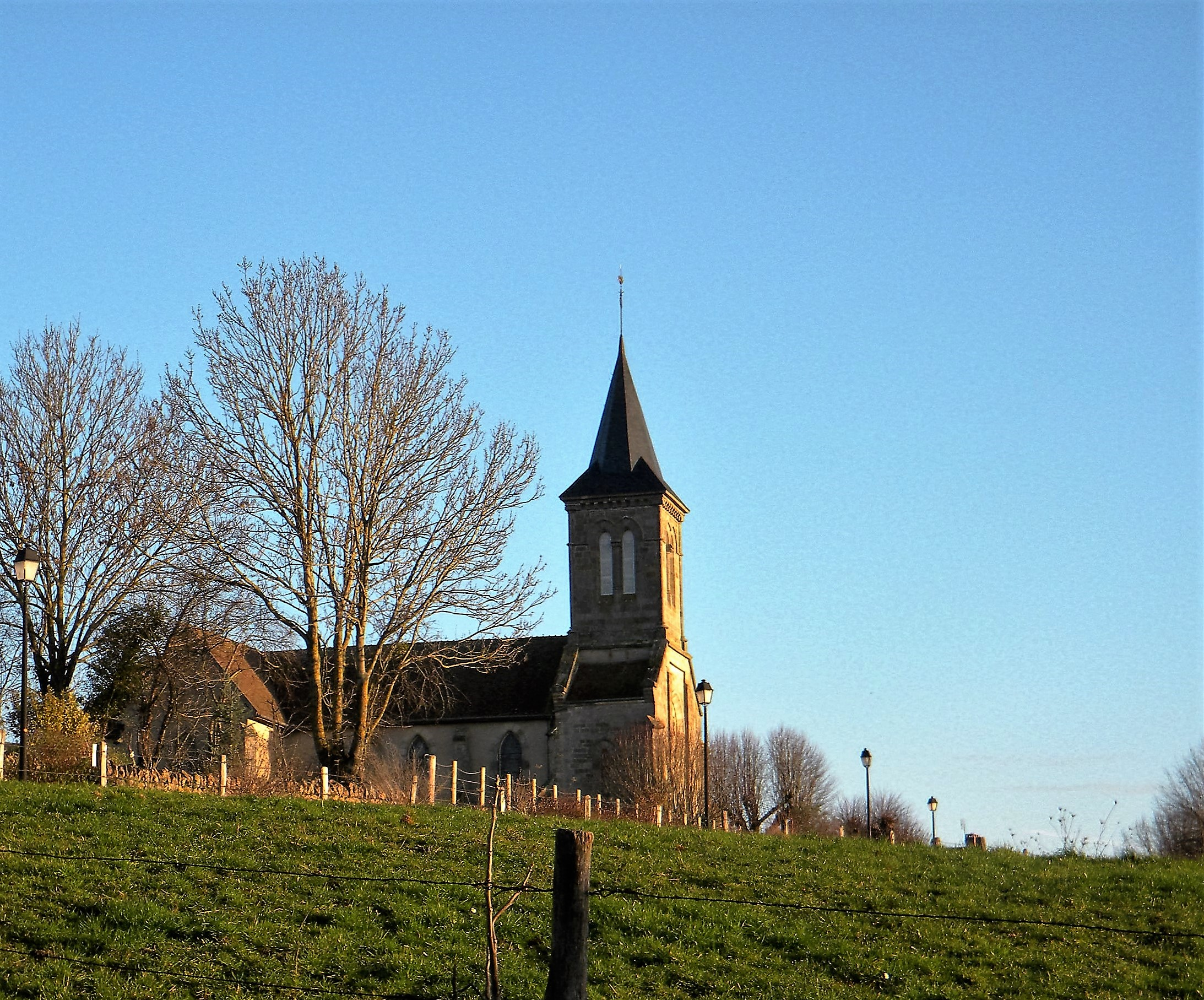
L'église.

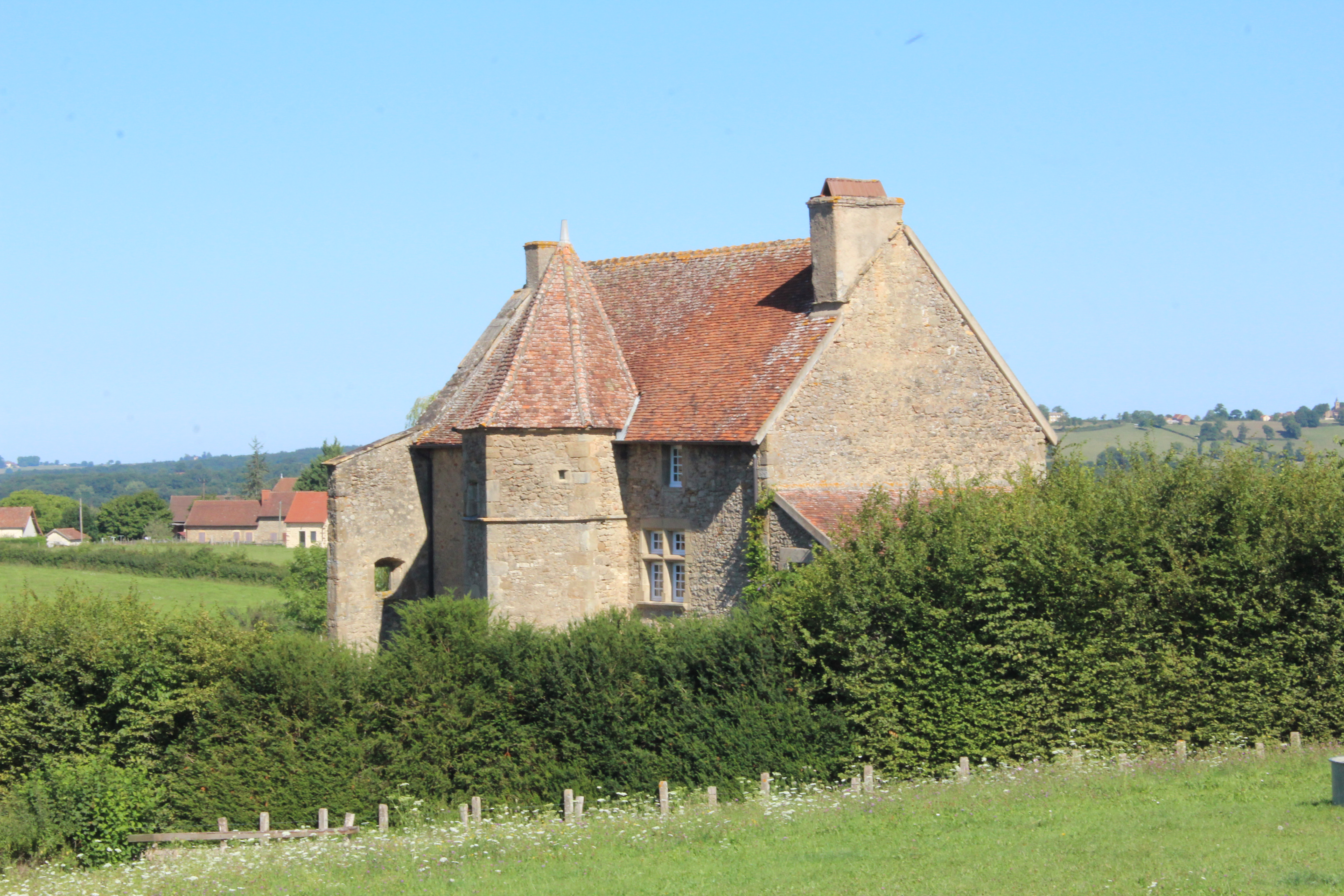
Le château.

## Pour approfondir